# Lamberto Fruttini
Lamberto Fruttini (Perugia, 21 dicembre 1899 – Ascò, 25 luglio 1938) è stato un militare e aviatore italiano, decorato di Medaglia d'oro al valor militare alla memoria nel corso della guerra civile spagnola.

## Biografia
Nacque a Perugia il 21 dicembre 1899. Studente del terzo anno presso l'Istituto tecnico, lasciò la scuola per partecipare alla Grande Guerra, arruolandosi nel Regio Esercito in forza nel 6º Reggimento artiglieria da fortezza. Passato al Deposito aviatori in Torino conseguì il brevetto di pilota nel giugno 1918, assegnato quindi alla 71ª Squadriglia caccia. Nell'agosto 1919 prestò servizio in Albania con la 85ª Squadriglia. Partecipò successivamente all'impresa di Fiume con Gabriele D'Annunzio e venne quindi congedato nel febbraio 1921. Ripreso servizio attivo nel febbraio 1923 con il grado di sergente pilota passò quindi al 13º Stormo Bombardamento Terrestre. Dopo aver frequentato il corso integrativo presso la Regia Accademia Aeronautica nel febbraio 1927 fu nominato sottotenente in s.p.e. nella Regia Aeronautica in servizio sempre nel 13º Stormo, venendo promosso tenente alcuni mesi dopo. Nel settembre 1933 fu trasferito all’aviazione della Tripolitania e, con la promozione a capitano, fu mobilitato per le operazioni in Africa Orientale Italiana (1935-1936) legate alla guerra d'Etiopia. Rientrato in Italia, il 30 settembre 1937 fu assegnato all'Aviazione Legionaria e mandato a combattere nella guerra di Spagna. Dopo aver compiuto circa cento missioni di guerra, nel corso di una missione di bombardamento durante la battaglia dell'Ebro volava a bordo di un bombardiere Fiat B.R.20 Cicogna che fu colpito da una granata antiaerea da 75 mm. La granata esplose all'interno dell'aereo, uccidendo il sergente maggiore Cerruti, e provocando un grosso squarcio nel velivolo e perdite dai serbatoi di carburante. Portatosi al posto di pilotaggio di sinistra, e constatato che i comandi rispondevano abbastanza bene, ordinò al resto dell'equipaggio di lanciarsi con il paracadute per cercare di riportare il velivolo alla base in sicurezza. Giunti sulla verticale di Pobla de Masaluca i membri dell'equipaggio si lanciarono tranne il maresciallo Arnaldo Moro che rimase con lui. Colpito da una nuova raffica di mitragliatrice l'aereo precipitò al suolo causando la morte dei due aviatori. Entrambi vennero decorati con la medaglia d'oro al valor militare alla memoria.

### Fonti
1. 1 2 3 4 5 6 7 8 9 10 11 12  Combattenti Liberazione.
2. 1 2  Gruppo Medaglie d'Oro al Valor Militare 1965, p. 326.
3. 1 2  Ufficio Storico dell'Aeronautica Militare 1969, p. 85.
4. ↑  Ufficio Storico dell'Aeronautica Militare 1969, p. 100.
5. ↑  Medaglie d'oro al valor militare sul sito della Presidenza della Repubblica